# مارسلين ملكة مصاصي الدماء
مارسيلين الملكة مصاصة الدماء (الاسم الحقيقي: مارسيلين أبادير)، هي شخصية خيالية ظهرت في مسلسل الرسوم المتحركة التلفزيوني الأمريكي (وقت المغامرة) الذي ألفه بندلتون وارد وعرض على قناة كرتون نتورك. قام بالأداء الصوتي في معظم الحلقات الممثلة أوليفيا أولسون، وبواسطة آفا أكريس عندما كانت مارسيلين طفلة، وبواسطة كلوريس ليتشمان كامرأة أكبر سنًا.
مارسيلين هي ملكة مصاصة دماء وموسيقية محبة للمرح، تبلغ من العمر 1000 عام، وتعزف على قيثارة جهيرة مصنوعة من فأس معركة ورثته عن عائلتها. صمم بندلتون وارد المظهر الفني لمارسيلين، مع تعديلات وتحسينات إضافية بواسطة فيل ريندا (الشخصية الرئيسية السابقة ومصمم الدعامات في مسلسل وقت المغامرة).

## وصلات خارجية
- مارسلين على موقع ميوزك برينز (الإنجليزية)